# 納比拉·阿哈利姆
納比拉·阿哈利姆（法語：Nabila Aghanim）是一位阿爾及利亞裔觀測宇宙學家，她的研究專注於宇宙微波背景的解釋，以及這一背景光對星系形成和演化的啟示。她還研究星系絲狀結構和暖熱星際介質。阿哈利姆目前在法國工作，是法國國家科學研究中心的研究主管，隸屬於巴黎-薩克雷大學的空間天體物理研究所。